# Vinarmigen
De vinarmigen of armvinnigen (Lophiiformes, verouderd: Pediculati) vormen een orde van straalvinnige vissen.

## Kenmerken
De vinarmigen hebben een relatief zeer grote kop waarbij de rest van het lijf in het niet lijkt te vallen. De vissen kunnen een lengte van 200 centimeter krijgen, maar gewoonlijk worden ze ongeveer 90 centimeter lang. Het maximaal geregistreerde gewicht is 30 kg.
Vinarmigen zijn meestal diepzeevissen, hoewel sommige families ook in ondieper water worden aangetroffen. Soorten uit de familie voelsprietvissen (Antennariidae) worden bijvoorbeeld alleen in ondiep water aangetroffen. Ook sommige soorten uit de familie zeeduivels (Lophiidae) en de familie vleermuisvissen (Ogcocephalidae) worden in ondiep water aangetroffen.

## Jacht
De vinarmigen hebben een typische jachtmethode. Ze bezitten drie voelsprieten die aan het midden van zijn kop zijn bevestigd, het zijn verplaatste en gemuteerde stralen van de rugvin en hebben vleesachtig uiteinde. De sprieten kunnen in alle richtingen bewogen worden zodat ze lijken op een prooidiertje. Op deze manier lokt de vis zijn prooi die bij aanraking van de spriet in een reflex door de vis wordt opgeslokt.
De meeste vinarmigen leven in de diepzee op een diepte beneden 0,9 km, te diep voor zonlicht om door te dringen.
De vissen die op deze diepte leven gebruiken bioluminescentie door middel van in symbiose levende bacteriën voor het lokken van de prooi.
De kaken van de brede bek hebben banden van lange puntige tanden die naar binnen gericht zijn. De vis heeft buigzame botten, waardoor het prooien kan opslokken die twee keer zo groot zijn als de vis zelf is. Sommige bodemvissen hebben armachtige vinnen, waarmee de vis over de oceaanbodem kan lopen. Hieraan is de Nederlandse naam voor de orde te danken. Sommige soorten hebben uitsteeksels die lijken op zeewier waarmee ze zich kunnen camoufleren.
De armvinnigen hebben een unieke methode van voortplanting.

## Voortplanting
Omdat sommige soorten zeldzaam zijn, is een ontmoeting van twee gelijksoortige, volwassen en geslachtsverschillende exemplaren dat ook. Alle gevangen exemplaren bleken altijd vrouwtjes te zijn, die bijna allemaal 'parasieten' bij zich leken te dragen. Dit bleken overblijfselen van mannelijke geslachtsorganen te zijn. Wanneer een mannetje uitkomt heeft deze een zeer sterk ontwikkeld reukorgaan. De mannetjes hebben geen spijsverteringsstelsel en kunnen zich dus niet onafhankelijk voeden. Hiervoor gaan ze snel op zoek naar een vrouwelijk exemplaar. Hij kan een vrouwtje vinden door zijn reukorgaan dat een bepaald feromoon kan oppikken. Hij bijt haar in de zij en daarbij komt een enzym vrij dat de huid van zijn bek en haar lichaam verteert. De bloedvaten van het vrouwtje en mannetje fuseren, waarbij het mannetje zijn voeding binnenkrijgt. Het mannetje verwordt tot niet veel meer dan een gonade (geslachtsklier) en reageert op hormonen in het bloed van het vrouwtje die aangeven wanneer een ei vrijkomt door sperma uit te scheiden. Deze vis is een extreem voorbeeld van seksueel dimorfisme.
De dril van de vinarmigen is ook opmerkelijk. Het bestaat uit een dunne laag van doorzichtig gelatine-achtig materiaal van 60 tot 90 centimeter breed en 7,5 tot 9 meter lang. De eieren in de laag zitten elk in een kleine holte en de dril ligt vrij in het water.

## Consumptie
In Europa wordt het vlees van de staart gebruikt in de keuken en is te vergelijken met de staart van de kreeft qua smaak en textuur. De armvinnige is een specialiteit in sommige Aziatische landen. In Japan kan elke vis tot $150 opleveren, waarbij de lever zelf alleen al $100 kan kosten.

## Onderverdeling
De volgende families worden onderscheiden:
- Onderorde Lophioidei
  - Zeeduivels (Lophiidae)
- Onderorde Antennarioidei
  - Voelsprietvissen (Antennariidae)
  - Voelsprietvissen (Tetrabrachiidae)
  - Voelsprietvissen (Lophichthyidae)
  - Voelsprietvissen (Brachionichthyidae)
- Onderorde: Ogcocephalioidei
  - Chaunaciden (Chaunacidae)
  - Vleermuisvissen (Ogcocephalidae)
  - Diepzeehengelvissen (Caulophrynidae)
  - Getande zeeduivels (Neoceratiidae)
  - Hengelaarvissen (Melanocetidae)
  - Voetbalvissen (Himantolophidae)
  - Diceratiden (Diceratiidae)
  - Armvinnigen (Oneirodidae)
  - Armvinnigen (Thaumatichthyidae)
  - Diepzee armvinnigen (Centrophrynidae)
  - Zeeduivels (Ceratiidae)
  - Wipneuzen (Gigantactinidae)
  - Linophryden (Linophrynidae)